# Denis Nizjegorodov
Denis Gennadjevitj Nizjegorodov (ryska: Денис Геннадьевич Нижегородов), född den 26 juli 1980 i Saransk, är en rysk friidrottare som tävlar i gång.
Nizjegorodov har under sin karriär främst tävlat på den längre distansen 50 km gång. Hans internationella genombrott kom vid VM 2003 i Paris där han slutade på femte plats. Han deltog vid Olympiska sommarspelen 2004 i Aten där det blev en silvermedalj.
Vid VM 2007 i Osaka slutade han på en fjärdeplats. Både 2006 och 2008 vann han IAAF World Race Walking Cup. Under 2008 deltog han även i Olympiska sommarspelen 2008 i Peking, där han slutade på tredje plats. Omtestning 2016 av dopningsprov från OS i Peking 2008 visade att hans prov innehöll förbjudna medel.